# Mkrtich Khrimian
Mkrtich Khrimian (armeană Մկրտիչ Խրիմեան, în ortografia armeană reformată: Մկրտիչ Խրիմյան; 4 aprilie 1820 – 29 octombrie 1907) a fost un educator și publicist armean ce a servit ca Catolicos al Tuturor Armenilor⁠(d) din 1893 până în 1907. În această perioadă a fost cunoscut ca Mkrtich I din Van (Մկրտիչ Ա Վանեցի, Mkrtich A Vanetsi).

## Biografie
Născut la Van, unul dintre cele mai mari orașe din Armenia turcească⁠(d), Khrimian a devenit preot celibatar (vardapet) în 1854 după decesul soției și al fiicei sale. În anii 1850 și 1860 a servit ca egumen la două mănăstiri importante din Armenia turcească: Varagavank de lângă Van și Mănăstirea Surb Karapet de lângă Mush. De-a lungul acestei perioade a înființat școli și ziare în ambele mănăstiri. A slujit ca Patriarh Armean al Constantinopolului⁠(d)—cel mai influent personaj din cadrul comunității armene otomane— din 1869 până în 1873 și a demisionat din cauza presiunii guvernului otoman, care îl vedea ca pe o amenințare. A fost șeful delegației armene la Congresul de la Berlin din 1878. Întors din Europa, a încurajat țăranii armeni să urmeze exemplul popoarelor creștine balcanice, prin lansarea unei lupte armate pentru autonomie și independență de turcii otomani. 
Între 1879 și 1885 a slujit ca prelat al Vanului, după care a fost trimis în exil la Ierusalim. A fost ales cap al Bisericii Armene în 1892, a fost instalat în funcție un an mai târziu și a slujit în această poziție până la moarte. S-a opus încercării guvernului rus de confisca proprietățile bisericii armene în 1903, care mai târziu a fost anulată datorită eforturilor sale. Ulterior, Khrimian a susținut mișcarea eliberare a revoluționarilor armeni.
Este un personaj impozant în istoria armeană modernă și este numit afectuos Khrimian Hayrik (hayrik este diminutiv pentru „tată”). Un apărător binecunoscut al intereselor și aspirațiilor armenești, se consideră că activitățile sale au pus bazele dezvoltării naționalismului armean și al mișcării de eliberare națională rezultate de la sfârșitul secolului 19 și începutul secolului 20.

### Citări
1. 1 2 3 4  Haykakan sovetakan hanragitaran, hator 7[*] Verificați valoarea |titlelink= (ajutor)
2. ↑  Sheklian, Christopher (2014). „Venerating the Saints, Remembering the City: Armenian Memorial Practices and Community Formation in Contemporary Istanbul”.  În Agadjanian, Alexander. Armenian Christianity Today: Identity Politics and Popular Practice. Ashgate Publishing. p. 162. ISBN 978-1-4724-1271-3.